# Tennis ai XVI Giochi panamericani
Il tennis ai XVI Giochi panamericani si è svolto al Telcel Tennis Complex di Guadalajara, in Messico, dal 17 al 22 ottobre 2011. Torna in programma il torneo di doppio misto, dopo tre edizioni di assenza, per un totale di cinque podi.

## Calendario
Tutti gli orari secondo il Central Standard Time (UTC-6).
| Torneo              | 17 ott  | 18 ott  | 19 ott           | 20 ott           | 21 ott                    | 22 ott                    |
| ------------------- | ------- | ------- | ---------------- | ---------------- | ------------------------- | ------------------------- |
| Singolare maschile  | 48esimi | 32esimi | 16esimi          | Quarti di finale | Semifinali                | Finale 3°-4° Finale 1°-2° |
| Singolare femminile | 32esimi | 16esimi | Quarti di finale | Semifinali       | Finale 3°-4° Finale 1°-2° |                           |
| Doppio maschile     |         | 24esimi | 16esimi          | Quarti di finale | Semifinali                | Finale 3°-4° Finale 1°-2° |
| Doppio femminile    |         | 16esimi | Quarti di finale | Semifinali       | Finale 3°-4° Finale 1°-2° |                           |
| Doppio misto        | 16esimi |         | Ottavi di finale | Semifinali       | Finale 3°-4° Finale 1°-2° |                           |

## Risultati
| Evento                         | Oro                                            | Argento                                              | Bronzo                                          |
| Singolare maschile (dettagli)  | Robert Farah                                   | Rogério Dutra da Silva                               | Víctor Estrella Burgos                          |
| Doppio maschile (dettagli)     | Colombia Juan Sebastián Cabal Robert Farah     | Ecuador Julio César Campozano Roberto Andrés Quiroz  | Stati Uniti Nicholas Monroe Greg Ouelette       |
| Singolare femminile (dettagli) | Irina Falconi                                  | Mónica Puig                                          | Christina McHale                                |
| Doppio femminile (dettagli)    | Argentina María Irigoyen Florencia Molinero    | Stati Uniti Irina Falconi Christina McHale           | Colombia Catalina Castaño Mariana Duque         |
| Doppio misto (dettagli)        | Messico Ana Paula de la Peña Santiago González | Cile Andrea Koch-Benvenuto Guillermo Rivera-Aránguiz | Brasile Ana-Clara Duarte Rogério Dutra da Silva |

## Medagliere
| Posizione | Nazione         | Oro | Argento | Bronzo | Totale |
| --------- | --------------- | --- | ------- | ------ | ------ |
| 1         | Colombia        | 2   | 0       | 1      | 3      |
| 2         | Stati Uniti     | 1   | 1       | 2      | 4      |
| 3         | Argentina       | 1   | 0       | 0      | 1      |
| 3         | Messico         | 1   | 0       | 0      | 1      |
| 5         | Brasile         | 0   | 1       | 1      | 2      |
| 6         | Ecuador         | 0   | 1       | 0      | 1      |
| 6         | Cile            | 0   | 1       | 0      | 1      |
| 6         | Porto Rico      | 0   | 1       | 0      | 1      |
| 9         | Rep. Dominicana | 0   | 0       | 1      | 1      |
| Totale    | Totale          | 5   | 5       | 5      | 15     |